# Argyrophylax fransseni
Argyrophylax fransseni är en tvåvingeart som först beskrevs av Baranov 1934.  Argyrophylax fransseni ingår i släktet Argyrophylax och familjen parasitflugor. Inga underarter finns listade i Catalogue of Life.